# Terror vision - Visioni del terrore
Terror Vision - Visioni del terrore (TerrorVision) è una commedia horror fantascientifica del 1986, co-scritta e diretta da Ted Nicolaou.
TerrorVision è stato realizzato dalla Empire International Pictures, società di produzione di proprietà di Charles Band, ed è uscito nei cinema americani nel febbraio del 1986.
Pur non essendo un successo critico e commerciale (ha incassato 320,256 dollari in tutto), nel tempo ha acquistato la fama di un film di culto, soprattutto in America.

## Trama
Una civiltà di un pianeta lontano ha trovato il modo per risolvere il problema dei rifiuti: trasformarli in energia e lanciarli nello spazio sconfinato. Ma c'è un problema, un segnale, contenente un buffo mostro affamato, viene accidentalmente intercettato sulla Terra dalla super antenna parabolica dell'eccentrica famiglia Putterman. Il terrore si diffonde in casa Putterman: il mostro succhia tutto ciò che si trova davanti e muta le sue forme in quelle delle sue vittime. Piano piano tutti gli ospiti e la famiglia Putterman vengono divorati e "clonati", e solo il piccolo Sherman ha un'idea di quello che sta succedendo, ma nessuno gli crede. Fin a quando la sorella, col suo strambo fidanzato, e la conduttrice di un programma dell'orrore, Medusa, non lo vedranno dal vivo... Ci sarà qualche speranza per la terra?

## Colonna Sonora
La colonna sonora del film è stata rilasciata da Restless Records nel 1986.
Oltre alla colonna sonora di Richard Band, diverse canzoni (tra cui il tema del film) sono state composte appositamente dalla rock band The Fibonaccis.
Ora fuori catalogo, la colonna sonora ha assunto un grande valore.
Di seguito, l'elenco dei brani:
- "TerrorVision" - The Fibonaccis
- "The Friends of Crime" - The Fibonaccis
- "Sack of Suit Suite" - The Fibonaccis
- "Advice to a Mutant" - The Fibonaccis
- "He Can't Stop Laughing" - The Fibonaccis
- Space Garbage
- Norton's Theme
- The Monster Materializes
- Gramps Bites the Big One
- Pluthar and the Kids
- Monster Attacks Sherman
- Spiro Gets Giacuzzed
- Bomb Shelter
- Officer Nupky's Bad Timing
- Susie and Sherman
- Good Morning All

## Edizione italiana
Il film è uscito in Italia direttamente in VHS, marca Videogram, nel 1989. Del film esiste anche una edizione in dvd rimasterizzata in HD edita nel 2022, dall'etichetta Quadrifoglio. In streaming lo si può trovare su Amazon Prime Video.
L'edizione italiana fu fatta dalla Video Recordings, e si avvalse, sotto la direzione di Gigi Reder, di voci note come quelle di Luca Biagini, Anna Cesareni, Bruno Alessandro, Teo Bellia, Cinzia De Carolis, Dante Biagioni e Pinella Dragani nel ruolo di Medusa.

## Curiosità
- La locandina per questo film è stata progettata e realizzata prima ancora che la sceneggiatura fosse scritta.
- Quando Suzy fa ascoltare al mostro della musica, il suo braccio è appoggiato sul primo modello di lettore CD, marca Sanyo, il DAD-8. È stato fatto tra il 1983 e il 1984, ed ora è molto cercato dai collezionisti per la sua rarità e il suono di qualità.
- La band britannica Terrorvision prende il nome da questo film.
- Il regista Ted Nicolaou in origine avrebbe voluto Mary Woronov per il ruolo di Medusa. Inoltre, Harry Shearer era stato considerato per il ruolo di Stan, mentre Belinda Carlisle era ad un passo dall'avere il ruolo di Suzy, andato poi a Diane Franklin.
- Lux Interior e Frank Zappa erano stati entrambi presi in considerazione per la composizione della colonna sonora.
- Questo film è il debutto di Chad Allen.
- Le riprese degli interni (cioè praticamente tutto il film) sono state effettuate interamente negli studios di Roma.

## Critica
Secondo Fantafilm si tratta di "un film grottesco e divertente tenendosi in equilibrio tra horror e parodia di fantascienza. Considerato tra i migliori prodotti dell'Empire Pictures [...] pur nei suoi limiti oggettivi, suggerisce pungenti spunti di riflessione sulle abitudini della nuova famiglia sottoproletaria americana e sulla presenza alienante e possessiva del mezzo televisivo."